# Heilige Sandalen van Christus

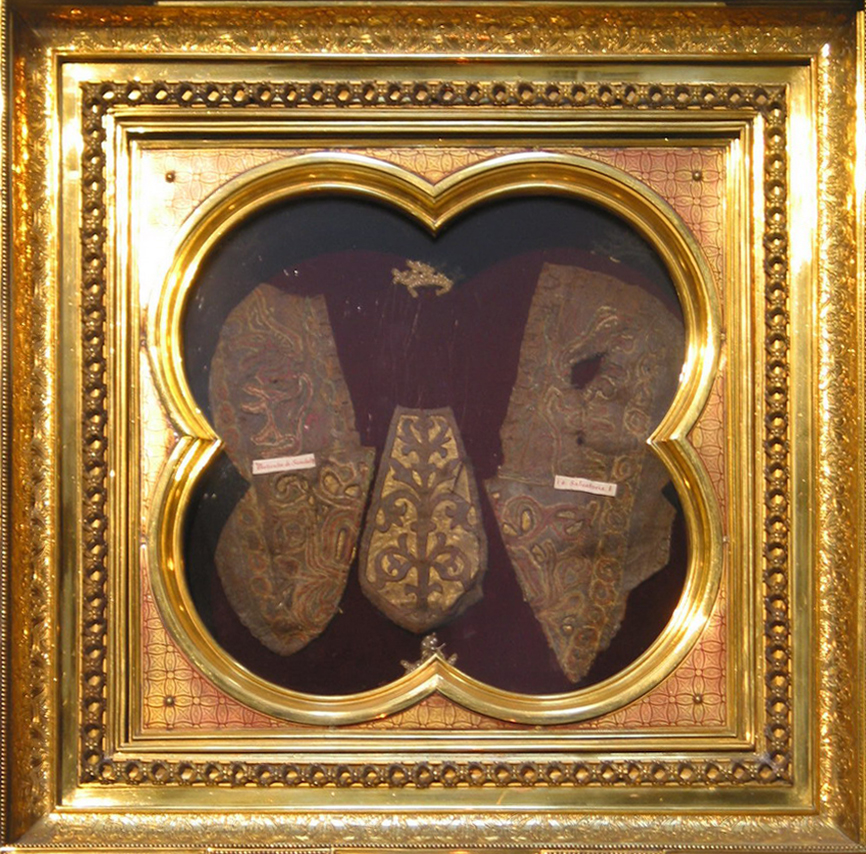
Stukjes van de "Heilige Sandalen van Christus" in de Sint-Salvatorbasiliek van Prüm

De Heilige Sandalen van Christus behoren tot de belangrijkste middeleeuwse relikwieën en bevinden zich in de Sint-Salvatorbasiliek te Prüm.
Toen paus Zacharias Pepijn de Korte in 752 als koning erkende gaf de Heilige Vader Pepijn de sandalen van Christus. In ruil voor de erkenning schonk Pepijn de opvolger van Zacharias, Paus Stefanus II (III), rond 754 de Kerkelijke Staat (schenking van Pepijn of verdrag van Quierzy).

## Abdij van Prüm en wedijver met Trier
Pepijn wilde het belang van de abdij van Prüm, een klein klooster dat dertig jaar eerder werd gesticht, fors opwaarderen. Dus vertrouwde hij het een enorm grondgebied toe. Daarnaast werden het klooster ook de sandalen van Christus toevertrouwd. De kerk van de abdij verkreeg daarop de naam Sint-Salvator (Heilige Verlosser). Vervolgens werd het klooster de belangrijkste abdij en de huisabdij van de Karolingen.
Relieken hadden in de late middeleeuwen niet alleen een religieuze betekenis, ook in politiek en economisch opzicht waren ze van groot belang. Een belangrijk reliek of een goede verzameling in een kerk of kathedraal trok drommen gelovigen en bracht de streek welvaart en status. Om met de machtige abdij in Prüm te kunnen concurreren moest men dus als het even kon een minstens zo belangrijk relikwie verkrijgen. In de 12e eeuw meldde zich het opkomende en naar meer macht zoekende bisdom Trier met de ontdekking van zo'n belangrijk relikwie: de Heilige Tuniek, een tweedegraads relikwie van Christus. Dit kledingstuk zou door de heilige Helena in de 4e eeuw naar Trier zijn gebracht.
In het Bijbelboek Johannes 19, 23-24 werd geschreven over dit kledingstuk, dat zonder twijfel veel meer indruk maakte dan de sandalen. Desondanks duurde het toch nog vier eeuwen voor Trier de machtsstrijd met Prüm won. In 1524 vond de eerste grote bedevaart naar de Heilige Tuniek plaats. Ten slotte verloor de abdij van Prüm in 1574 haar zelfstandigheid aan Trier.
Tegenwoordig worden de sandalen van Christus nog steeds vereerd in de Sint-Salvatorbasiliek van Prüm. De relieken hebben hun politieke betekenis uit de middeleeuwen verloren; gebleven is het wel religieuze belang van de voorwerpen.